# بلدة غرانت (مقاطعة كلير)
غرانت، مقاطعة كلير (بالإنجليزية: Grant Township, Clare County, Michigan)‏ هي بلدة تقع بولاية ميشيغان في الولايات المتحدة. تبلغ مساحتها 87 (كم²)، وترتفع عن سطح البحر 282 م، بلغ عدد سكانها 3034 نسمة في عام تعداد الولايات المتحدة 2000 حسب إحصاء مكتب تعداد الولايات المتحدة وتصل الكثافة السكانية فيها 35.3 نسمة/كم2.

## وصلات خارجية
- The US50 - Cities and Towns in Michigan State
- Michigan Cities and Towns, Facts, Map, Flag, Colleges, Government, and More